# Sébaçate de bis(1,2,2,6,6-pentaméthyl-4-pipéridyle)
Le sébaçate de bis(1,2,2,6,6-pentaméthyl-4-pipéridyle), aussi connu sous le nom de PEDA, est un composé organique de masse molaire élevée dérivé de la 2,2,6,6-tétraméthylpipéridine (TMP) ; il contient deux fonctions amine encombrées et une longue chaîne carbonée qui rend la molécule compatible avec les polymères hydrocarbonés (ex. : polyoléfines). Il s'agit d'un photostabilisant aminé à encombrement stérique (désignation HALS, de l'anglais Hindered Amine Light Stabilizer).
Le PEDA est notamment utilisé dans le secteur automobile comme stabilisant contre la dégradation des polymères induite par le rayonnement ultraviolet solaire (additif anti-UV),.

## Principe de la stabilisation photochimique des HALS

Schéma : photooxydation d'une amine encombrée (substituée) générant un dérivé nitroxylé.

Le PEDA est un protecteur contre la photodégradation, il permet d'inhiber les radicaux instables issus du polymère exposé à la lumière et au dioxygène. L'agent de stabilisation est le dérivé nitroxylé généré stable NO• (voir schéma ci-contre). Ce dérivé est un piège à radicaux. Des réactions des radicaux nitroxyle avec des radicaux issus du processus de dégradation du polymère forment des structures stables. Le dérivé nitroxylé est régénéré.
Les stabilisants UV sont, comme les antioxydants, utilisés pour limiter les réactions de thermooxydation (réactions radicalaires) à tous les stades d'exposition des matériaux (mise en forme, stockage et utilisation).